# FEDARENE
FEDARENE (Federația Europeană a Agențiilor și Regiunilor pentru Energie și Mediu) este prima rețea europeană de organizații locale și regionale care implementează, coordonează și facilitează politici energetice și de mediu. 
Agenții regionale și locale, ministere și departamente implicate în aceste domenii, sunt reprezentate în FEDARENE. 
FEDARENE, o asociație non-profit internațională, înființată în 1990, la inițiativa a 6 regiuni europene, are acum 65 regiuni membre, din 17 țări ale Uniunii Europene și Norvegia.

### Informații generale despre FEDARENE
FEDARENE a fost înființată în 1990, la inițiativa regiunilor Ron-Alpi, Provența-Alpi-Coasta de Azur, Valonia, Țara Bascilor, Aquitania și Nord-Pas-de-Calais, ce doreau să consolideze dimensiunea locală și regională a politicilor energetice și de mediu ale Uniunii Europene.  
Astfel, FEDARENE:
Întrucat prin gestionare eficientă, investiții și creșterea gradului de conștientizare este posibil să se creeze un sistem mai eficient din punct de vedere energetic și mai puțin poluant;
Întrucât numai o abordare bazată pe apropierea de consumatori, precum și pe înțelegerea atât cantitativă, cât și calitativă a nevoilor lor, poate duce la o gestionare eficientă a energiei; 
Întrucât regiunea acoperă o suprafață economică suficient de largă și se află la un nivel administrativ suficient de ridicat încât să se ocupe de probleme de planificare, dezvoltare economică și mediu;
Întrucât regiunile din Europa împărtășesc aceleași probleme în domeniul protecției mediului și în gestionarea energiei, dar mijloacele lor diverse, situațiile geografice și culturale au dat naștere la o multitudine de soluții;
Întrucât schimbul de experiență între regiuni consolidează coeziunea economică, socială și de mediu la nivelul Uniunii Europene;
Federația Europeană a Agențiilor Regionale de Energie și Mediu a fost creată la 6 iunie 1990. Membrii doresc să dea acestei federații statutul de asociație internațională în domeniul de aplicare a rubricii III din Legea din 27 iunie 1921.
[...]

### Activitățile FEDARENE
Misiunile Federației Europene a Agențiilor și Regiunilor pentru Energie și Mediu sunt de a facilita dezvoltarea schimburilor interregionale, a parteneriatelor și a cooperării; de a ajuta regiunile europene să își dezvolte capacitatea de a lua măsuri și de a reprezenta și promova dimensiunea locală și regională în dezbaterile despre energie și mediu la nivelul Uniunii Europene.
FEDARENE este implicată la momentul actual în câteva proiecte europene. Printre acestea se află STREETLIGHT-EPC, EEW3Energy Efficiency Watch Arhivat în 9 februarie 2015, la Wayback Machine., Data4Action, ManagEnergy și COOPENERGY. FEDARENE este, de asemenea, membră a Convenției primarilor.
FEADARENE a fost implicată într-un număr foarte mare de proiecte europene, acum încheiate,
din varii domenii: biogaz (Biogas-Regions), biometan (Biomethane-Regions),
observatoare regionale ale gazelor cu efect de seră (Climact-Regions),
dezvoltare rurală durabilă (SERVE).
Proiectul Climact REGIONS Arhivat în 26 februarie 2015, la Wayback Machine. a dat
naștere proiectului ENERGee Watch, rețeaua
europeană a observatoarelor regionale pentru energie și gaze cu efect de seră.

### Structura internă
Consiliul de Administrație este compus din 16 membri, între care un Președinte, un Secretar General, 13 Vice-președinți, un Secretar și un Trezorier. Membrii consiliului sunt reprezentanți din următoarele regiuni/provincii: Provența-Alpi-Coasta de Azur (FR), Berlin (DE), Ron-Alpi (FR), Oberösterreich Energiesparverband (AT), Consiliul Regional Nord-Pas de Calais (FR), Abruzzo (IT), Île-de-France (FR), Ploiești Prahova (RO), Comunitatea Valenciană (ES), Finlanda Centrală (FI), Severn Wye Energy Agency (UK), Liguria (IT), Southeast Sweden (SE), Valonia (BE).